# Nikt

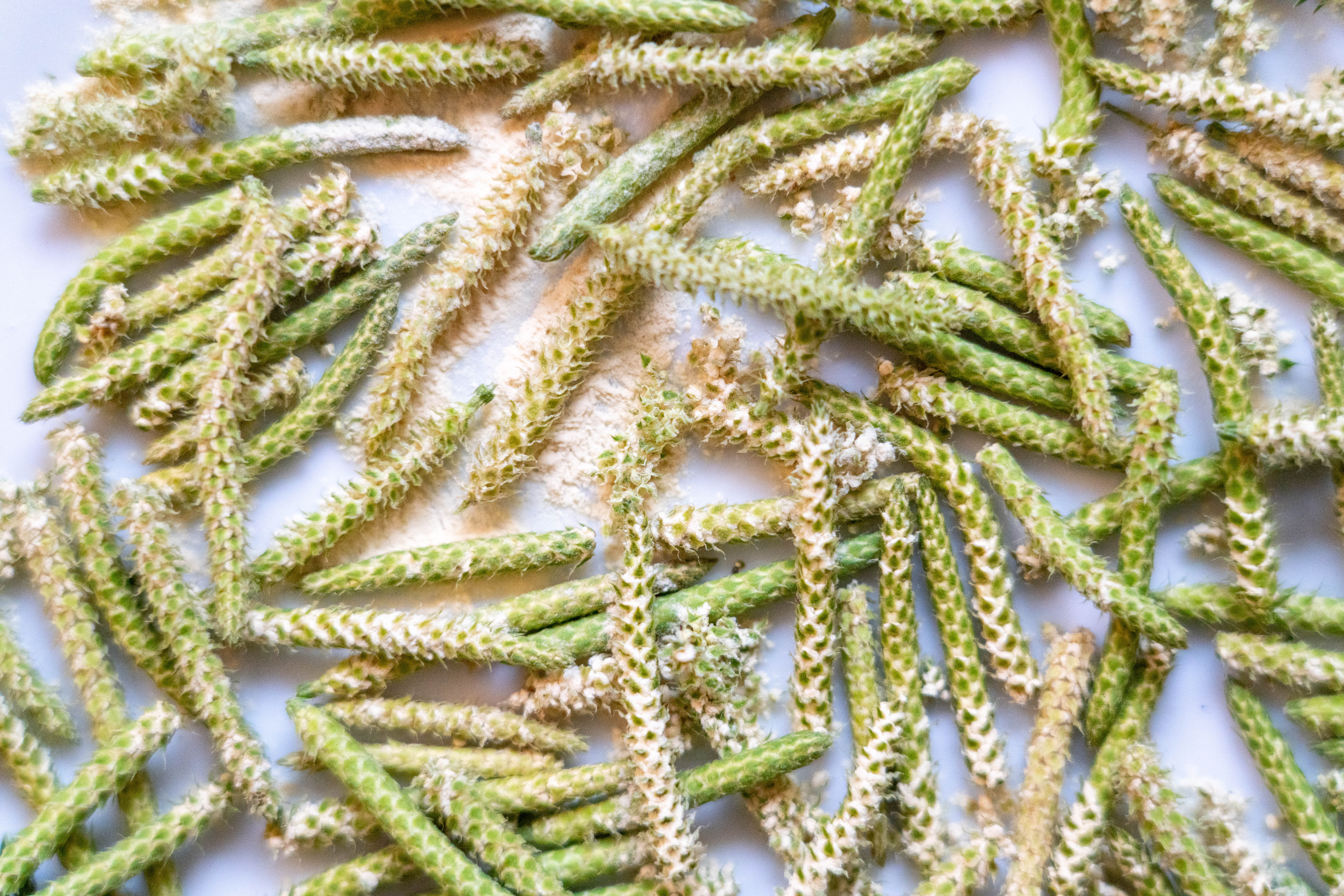
Sporhus för torkning för uppsamling av nikt.

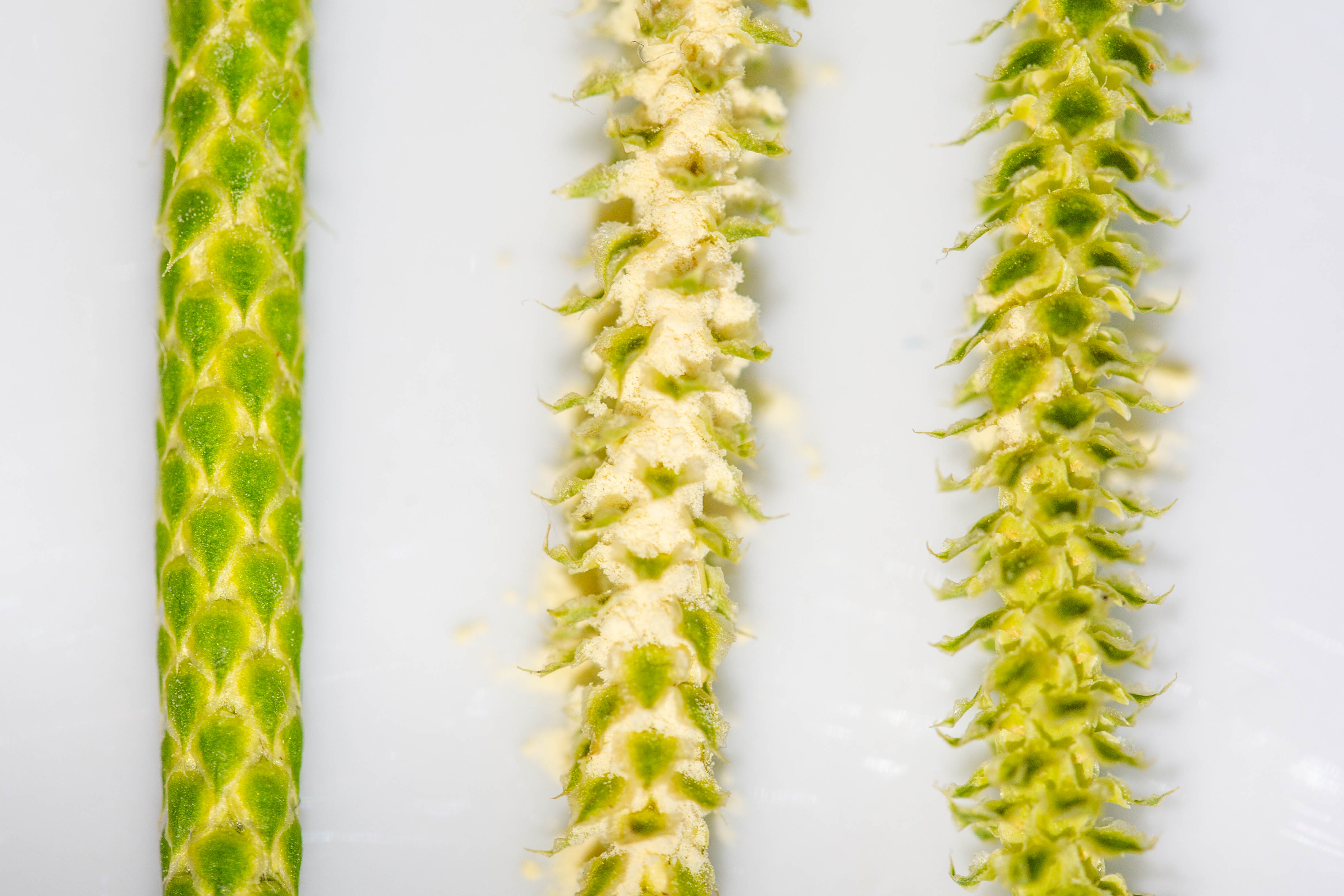
Från vänster: sporhus före torkning, torrsporhus och sporhus tömt på sporer.

Nikt är sporerna från lummerväxter, främst släktet Lycopodium.
I insamlad form är det ett finkornigt, något fett, ljusgult pulver. Ofta var det nikt från mattlummer (Lycopodium clavatum) som man insamlade. Lummerväxterna var tidigare fridlysta i hela landet, men får numera plockas fritt för privat bruk. Ett undantag är Blekinge län, där fortfarande alla lummerarter är fridlysta. Kommersiell insamling är alltjämt förbjuden i hela Sverige.

## Användning
Nikten användes förr som emballage i pillerburkar för att förhindra att pillren klibbade ihop, men det användes även inom tidig teaterpyroteknik då uppvirvlat nikt är extremt eldfängt. Det har även fördelen att knappt någon aska bildas vid förbränningen, och i folkmun kallades nikten ibland för kärringkrut.
Nikt används även som släppmedel vid sandgjutning, och som mått vid kvantitativ pollenanalys.
Nikt hade förr även ett användningsområde vid bygget av träbåtar. För att hitta en nybyggd träbåts faktiska vattenlinje så sjösattes hon tillfälligt. Man spred då nikt på vattenytan runt omkring. Därefter togs båten upp på land igen och den kvarvarande nikten visade exakt var båtens vattenlinje gick och man visste då hur högt man skulle bottenmåla.

## Kuriosa
I kriminalnovellen "Växtkraft", publicerad i samlingen "Lagens långa näsa" av Hans Alfredson använder sig den botaniskt kunnige gärningsmannen Sivert Ramm av nikt för dess pyrotekniska verkan.